# A.S.D. Imperia
Associazione Sportiva Dilettantistica Imperia thường được gọi một cách đơn giản Imperia (trước đây là ASD Pro Imperia), là một câu lạc bộ bóng đá Ý đến từ Imperia, Liguria và từ 13 tháng 7 năm 2012, sau sự biến mất từ bóng đá của cựu Imperia Calcio, câu lạc bộ là chính đội của thành phố.
Trong mùa giải 2011-12, câu lạc bộ đã chơi ở Serie D sau khi thăng hạng từ Eccellenza Liguria.
Trong 2011-12 và trong mùa 2012-13 ở Serie D, khi câu lạc bộ bị xuống hạng Eccellenza Liguria, nó đã trở thành đội bóng đại diện cho tỉnh Imperia.

## Người tiền nhiệm

### Từ đế quốc Mỹ đến ASD Imperia Calcio
Nguồn gốc của bóng đá ở Imperia bắt đầu từ năm 1923 khi thành lập Unione Sportiva Imperia và được thành lập lại vào năm 1987 với tên AS Imperia '87 và năm 2008 bởi Chủ tịch cuối cùng Antonio Gagliano của ASD Imperia Calcio, đổi tên câu lạc bộ Progetto Olimpia Imperia 2007. Từ năm 2012 câu lạc bộ bị giải tán.

## Lịch sử

### Từ ASD RivieraPontedassio 2006 đến A.S.D. Imperia

#### A.S.D. RivieraPontedassio 2006
Câu lạc bộ được thành lập vào năm 2006 với tên A.S.D. RivieraPontedassio 2006 sau khi sáp nhập với Riviera Calcio Imperia (thành lập năm 1970) và Valle Impero Pontedassio, một câu lạc bộ thành lập năm 1983.

#### Từ PRO Imperia đến Pro Imperia

##### Từ Prima Cargetoria đến Serie D
Năm 2008, câu lạc bộ sáp nhập với Onegliese và SanBart 80 và đổi tên thành ASDPRO Imperia. PRO là viết tắt của Pontedassio, Riviera và Onegliese.    Năm 2010, câu lạc bộ đổi tên thành ASD Pro Imperia và được thăng hạng Serie D trong mùa 2010-11, có được bằng cách giành chiến thắng trong trận play-off của Eccellenza Liguria, sau khi một sự thăng tiến bắt đầu ở Prima Cargetoria trong mùa 2008-09.

#### A.S.D. Imperia
Vào ngày 13 tháng 7 năm 2012, câu lạc bộ đã được đổi tên thành A.S.D. Imperia sau sự biến mất khỏi bóng đá của Imperia cũ.

## Màu sắc và huy hiệu
Kể từ ngày 13 tháng 7 năm 2012, đội đã thay đổi màu sắc của nó từ màu trắng (màu lịch sử của Riviera Calcio), màu đen và màu xanh sang màu đen và màu xanh (màu truyền thống của Imperia cũ). 